# Machthebbers in 94 v.Chr.
In 94 v.Chr.  waren onderstaande personen in machtsposities.

## Europa
| Land | Positie | Gens    | Machthebber                 | Tijdvak   |
| ---- | ------- | ------- | --------------------------- | --------- |
| Rome | Consul  |         | Gaius Coelius Caldus        | 94 v.Chr. |
| Rome | Consul  | Domitia | Lucius Domitius Ahenobarbus | 94 v.Chr. |

## Midden-Oosten
| Land              | Positie                      | Dynastie                 | Machthebber              | Tijdvak                        |
| ----------------- | ---------------------------- | ------------------------ | ------------------------ | ------------------------------ |
| Egypte            | Koning van Egypte            | Ptolemaeën               | Ptolemaeus X Alexander I | 107 v.Chr.-88 v.Chr.           |
| Nabatea           | Koning van de Nabateeërs     |                          | Obodas I                 | 96 v.Chr. - 85 v.Chr.          |
| Israël            | Koning en hogepriester       | Hasmoneeën               | Alexander Janneüs        | 103 v.Chr. - 76 v.Chr.         |
| Parthische Rijk   | Koning van Parthië           | Arsaciden                | Mithridates II           | 124 v.Chr. - 88 v.Chr.         |
| Koninkrijk Pontus | Koning van Pontus            |                          | Mithridates VI           | 113 v.Chr. - 63 v.Chr.         |
| Bithynië          | Koning van Bithynië          |                          | Nicomedes IV             | ca. 94 v.Chr. tot 75/74 v.Chr. |
| Bithynië          | Koning van Bithynië          | Nicomedes III, Euergetes | 128 v.Chr. - 94 v.Chr.   |                                |
| Armenië           | Koning van Armenië           | Artaxiaden               | Tigranes II              | 95 v.Chr. - 55 v.Chr.          |
| Kaukasisch Iberië | Koning van Kaukasisch Iberië | P'arnavaziani            | P'arnajom                | 109 v.Chr. - 93 v.Chr.         |
| Cappadocia        | Romeins vazalkoning          |                          | Ariobarzanes I           | 95 v.Chr. - 63 of 62 v.Chr.    |
| Seleucidenrijk    | Koning van Seleucië          | Seleuciden               | Antiochus XI Epiphanes   | 94 v.Chr. - 93/92 v.Chr.       |
| Seleucidenrijk    | Koning van Seleucië          | Seleuciden               | Philippus I Philadelphus | ca.95 - 83/82 v.Chr.           |
| Seleucidenrijk    | Koning van Seleucië          | Seleuciden               | Antiochus X Eusebes      | 95 - 88 v.Chr.                 |
| Seleucidenrijk    | Koning van Seleucië          | Seleuciden               | Demetrius III Eucaerus   | 97 v.Chr. - na 88/87 v.Chr.    |
| Seleucidenrijk    | Koning van Seleucië          | Seleuciden               | Seleucus VI Epiphanes    | 96 v.Chr. - 94 v.Chr.          |
| Commagene         | Koning                       | Orontiden                | Mithridates I            | 106 v.Chr. - 70 v.Chr.         |

## Noord-Afrika
| Land       | Positie | Dynastie | Machthebber | Tijdvak                |
| ---------- | ------- | -------- | ----------- | ---------------------- |
| Mauretania | Koning  |          | Bocchus I   | 111 v.Chr. - 80 v.Chr. |
| Numidië    | Koning  |          | Gauda       | 106 v.Chr. - 88 v.Chr. |

## Azië
| Land   | Positie                         | Dynastie       | Machthebber  | Tijdvak                |
| ------ | ------------------------------- | -------------- | ------------ | ---------------------- |
| Ceylon | Koning                          | Pancha Dravida | Panya Mara   | 98 v.Chr. - 91 v.Chr.  |
| China  | Keizer van China                | Han-dynastie   | Han Wudi     | 140 v.Chr. - 87 v.Chr. |
| Japan  | Keizer van Japan (legendarisch) |                | Keizer Sujin | 97 v.Chr. - 30 v.Chr.  |
| Korea  | Koning van Bukbuyeo             |                | Godumak      | 108 v.Chr. – 60 v.Chr. |
| Korea  | Koning van Buyeo                |                | Gouru        | 121 v.Chr. – 86 v.Chr. |